# 戊戌の選試
戊戌の選試（ぼじゅつのせんし）は、1238年（戊戌/太宗10年）にモンゴル帝国支配下の華北地域で実施された選抜試験。
耶律楚材ら金朝出身の知識人によって主導され、許衡ら約4,030名が合格したとされる。ただし、モンゴル政権側では「科挙官僚の選抜」ではなく「『儒戸』の選抜」を目的としてこの試験を実施したことが近年の研究で明らかになっており、合格者全員が必ずしもモンゴル政権で重用されたわけではなく、また継続的に実施されることもなかった。

## 概要
1211年に始まるモンゴル帝国の金朝への侵攻は、約20年に渡って断続的に続けられた末に、1234年の蔡州陥落による金朝滅亡という形で幕を下ろした。モンゴル帝国は征服地で原則として現地人官僚を採用して統治の実務を委ねるという形を取っており、旧金朝領においても在地知識人が登用されて統治の実務を担っていた。耶律楚材に代表されるモンゴル帝国に仕えた旧金朝出身知識人は、モンゴル政権の代理人として統治の実務を担う一方で、モンゴル帝国を伝統中国的な体制に改革することを常に志向していた。その一つが科挙試験の採用であり、1234年の金朝滅亡を一つの区切りとして華北では科挙の復活が盛んに論じられるようになった。
『元史』の記録によると「戊戌の選試」が実施される直接のきっかけとなったのが耶律楚材による1237年（丁酉）の進言で、この時耶律楚材は「儒術を用いて士を選ぶ」ことを太宗に請うて許されたという。こうして、耶律楚材の進言の翌年に当たる1238年（戊戌/太宗10年）に選試が実施され、これを後世「戊戌の選試」と言う。『元史』選挙志などによると、選試は経義・詩賦・論の三課目を対象として、三日間にわたって行われた。対象者は自由民のみならず「儒人の俘せられて奴となりし者」、すなわち知識人でありながら戦時捕虜として奴隷身分にあった者も対象となり、合格者4,030人の内4分の1がこれにより奴隷身分を脱したとされる。試験の実施に当たっては概ね金代の科挙制度を踏襲したものとみられ、課目が経義・詩賦・論とされたのも金代からの伝統を引き継いだものと考えられる。
なお、現存する史料では「詩賦」を合格したとする記録が最も多く、「経義」がこれに次ぎ、｢論」に至っては単独で受験した者の記録がない。三科目の中で ｢詩賦｣ が最も人気であったのも、詩賦科を重んじていた金朝の気風を受け継いだものであった。一方、合格者で後世まで名を残したのは許衡・張文謙・楊奐・劉祁・孟攀鱗・趙良弼ら一部の人士に限られ、約4千人の合格者の中で官界に入った者は割合としては少なかったようである。また、限定的な試験はこの後も何度か行われたが支配地全域を対象とするような試験はこの後行われず、約80年後の「延祐復科」に至るまで定期的な科挙試験が採用されることはなかった。従来の科挙とこのような違いがあらわれたのは、モンゴル政権側の本来の目的が「儒戸」の選抜にあって伝統中国的な高級官僚の選抜にはなかったためと考えられている。

## 「儒戸」の選抜
13世紀初頭、多民族・多宗教の混在する広大な地域を征服したモンゴル帝国は、特定の宗教に肩入れすることなく平等に接することを原則としていた。モンゴル帝国はどの宗教であれ聖職者それ自体を尊重するのでなく、手法を問わず「天を祈ってモンゴルに祝福を与えること」を受け容れた宗教者に、その対価として徴税・徴発を免除するという態度を取っていた。このようなモンゴル政権の宗教者に対するスタンスは、チンギス自らが定めた以下の聖旨（ジャルリク）に由来する。
この聖旨はモンゴル支配下の各地で繰り返し引用され、聖職者が徴税・徴発を免除される根拠として重視された。
しかし、モンゴル帝国への働きかけが遅れた儒教は上記聖旨に見られるようにチンギス時代に免税対象に含まれず、このことが金末元初の華北において儒教が道教・仏教に後れを取る原因となった。儒教とは逆の事例として、道教の一派である全真教は長春真人が遥々中央アジア遠征中のチンギスに面会に赴いたことで早い段階からモンゴル帝国に公認され、この時期に全真教が大躍進するきっかけを作っている。このような傾向に対し、まず孔子・孟子・顔回の末裔（「先聖大賢の子孫」）が1237年（丁酉）に「僧道の例によりて各家の然るべき地税を免除された」と記録される。これはまさしく、先行して仏教・道教に承認された「聖職者への徴税・徴発の免除」の対象が儒教の有力者にまで拡大されたものであった。
以上の背景を踏まえると、「戊戌の選試」の合格者に与えられた「儒戸｣ とは、すなわち「モンゴル支配下で徴税・徴発を免除された聖職者」の地位を伝統中国的な枠組みの中で与えたものであったと言える。